# Мохамед Омар Ель-Фарук Хасан
Омар Ель-Фарук Хасан Мохамед (1946) — дипломат, Надзвичайний і Повноважний Посол Єгипту в України.

## Життєпис
Народився в 1946 році в Єгипті. У 1968 закінчив Каїрський університет, бакалавр з економіки та політики.
З 1968 по 1997 — на дипломатичній роботі в посольствах Єгипту в Алжирі, Італії, Зімбабве, Кувейті, Росії.
З 1997 по 2002 — Надзвичайний та Повноважний Посол Арабської Республіки Єгипет в Україні.